# لغة تولو
لغة تولو أو تولو باسي (ತುಳು ಭಾಷೆ) هي لغة درافيدية يتحدث بها حوالي مليوني ناطق أصلي ويقطن أغلبهم ولاية كارناتاكا ومقاطعة كاساراغود في ولاية كيرالا وتعرف مجتمعة باسم تولو نادو.
يتحدث في الهند حوالي مليوني شخص كلغة أم (تقدير عام 2011)، وكان تعدادهم 1,722,768 نسمة في عام 2001، بزيادة 10٪ مقارنة مع تعداد عام 1991. وفقا لأحد التقديرات في عام 2009، فإن لغة تولو يتحدث بها حاليا من ثلاثة إلى خمسة ملايين ناطق في العالم. ويشار إلى الناطقين الأصليين للغة تولو باسم تولوفا أو شعب تولو.
انفصلت لغة تولو في زمن مبكر عن اللغات الدرافيدية الجنوبية الأولى،  وبها العديد من الخصائص التي لا توجد في لغات تاميل كانادا. على سبيل المثال، تملك صيغة الماضي الكامل أو المستقبل الكامل، مثل الفرنسية أو الإسبانية، ولكن دون فعل مساعد.
يصف اللغوي روبرت كالدويل، في عمله الرائد «القواعد المقارنة من عائلة اللغات الدرافيدية أو جنوب الهند»، هذه اللغة بأنها «غريبة ومثيرة للاهتمام». حيث يذكر أن «تولو هي إحدى أكثر اللغات تطورا من العائلة الدرافيدية، ويبدو كما لو أنها قد تطورت بنفسها». تملك اللغة تراثا غنيا من الأدب المكتوب والشفهي مثل ملحمة سيري.
تولو هي اللغة المحكية الرئيسية في منطقة تولو نادو، وهي منطقة تضم مقاطعتي أودوبي وداكشينا كانادا  في غرب ولاية كارناتاكا وكاساراجود تالوك. كما يوجد عدد كبير من المهاجرين من تولوفا في ماهاراشترا وبنغالور وتشيناي والعالم الناطقة بالإنجليزية ودول الخليج.
هناك عدد كبير من الناطقين بها كلغة ثانية مثل الكاثوليك الناطقين بالكونكانية، وبراهمة غود ساراسواث، وبراهمة كرهاد، وبراهمة هافياكا ودايفاجنا، فضلا عن شعب بياري في تولو نادو حيث أن أغلبهم على دراية جيدة باللغة. تستخدم أبجدية كانادا لكتابة اللغة، ولكن تستخدم أيضة أبجدية تيغالاري تاريخيا من قبل البراهمة.

## التصنيف
تنتمي لغة تولو إلى الفرع الجنوبي من عائلة اللغات الدرافيدية. وتنحدر مباشرة من اللغات الدرافيدية الجنوبية الأولى، والتي بدورها تنحدر مباشرة من اللغات الدرافيدية الأولى، اللغة الأم الافتراضية التي تنحدر منها جميع اللغات الدرافيدية. نشأت لغة التولو في الجزء الجنوبي من الهند.

## أصل الاسم
اقترح اللغوي بوروشوتاما بيليمال (ಪುರುಷೋತ್ತಮ ಬಿಳಿಮಲೆ) أن كلمة «تولو» تعني «المرتبط مع الماء»، استنادا إلى كلمات من لغات تولو وكانادا والتاميلية والمالايالامية. «تولاف» (جاك الفاكهة) تعني «المائي» في لغة تولو. والكلمات الأخرى ذات الصلة بالمياه في تولو تشمل «تاليبو» و «تيلي» و «تيلي» و «تيلبو» و «توليبو» و «تولافو» و «تامل». هناك كلمات في الكانادا مثل تولوكو وتول، وكلمة ثولي تعني في التاميلية والمالايالامية قطرة الماء.

## الوضع الرسمي
تولو ليست لغة رسمية حاليا في الهند أو أي بلد آخر. وهناك جهود تبذل لإدراج لغة تولو في الجدول الثامن من الدستور. تم تنظيم حملة على الإنترنت في أغسطس 2017 لإدخال اللغة في هذا الجدول وتم تقديم الطلب أمام رئيس الوزراء ناريندرا مودي عندما زار معبد دارماسثالا في أكتوبر 2017.

## نظام الكتابة

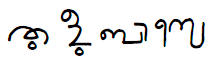
كتابة تيغالارية.

أبجدية الكانادا هي الأبجدية الأصلية للغة تولو، وتكتب بها جميع الأعمال العلمية والأدبية المعاصرة. استخدم البراهمة في تولو نادو وبراهمة هافياكا أبجدية تيغالاري لكتابة الفيدا وغيرها من الأعمال السنسكريتية. تنحدر أبجدية تيغالاري من الأبجدية البرهمية من أبجدية غرانثا، وهي شقيقة أبجدية المالايالام. ومع ذلك، فهناك أعمال قليلة مكتوبة بلغات عامية مثل الكانادا وتولو. ومن ثم يستخدم البراهمة أبجدية تيغالاري لكتابة نصوص تولو وكانادا بخلاف أبجدية الكانادا. وقد قامت البعثة الوطنية للمخطوطات بعدة ورش عمل حول هذه الأبجدية. في القرن الثامن عشر، ساعد استخدام أبجدية الكانادا لكتابة التولو وعدم توفر الطباعة بأبجدية تيغالاري في تهميش الأبجدية الأخيرة. تتم دراسة أبجدية تيغالاري حاليا من قبل عدد قليل من الباحثين وعلماء المخطوطات لأغراض البحث والدين. ورغم أن أغلب محتويات لاغة تولو مستمدة من لغة الكانادا، فهناك دليل على أن تولو قد تكون موجودة قبل اللغات الدرافيدية الأخرى. إلا أن غالبية مصطلحاتها تأتي الكانادا لأن جزءا كبيرا من لغة تولو تطور شفويا.